# Братство (вестник)
„Братство“ е вестник на български език в Ниш, Сърбия, предназначен за българското малцинство в страната. Издава се от едноименното издателство „Братство“.
Вестникът е седмичник, в който излизат новини от общините и селата с предимно българско население в Република Сърбия. Редовните рубрики са новини от Сърбия и България, хроники, коментари по теми за малцинството от районите с българи – в Пиротски окръг (общини Цариброд, Босилеград, Бабушница и Пирот), в Пчински окръг (община Сурдулица) и в Нишавски окръг, както и статии за образованието, културата и битуването. Поредицата „Корените“ описва народните традиции и вярвания, както и исторически бележки за селата от тези региони. Последните страници са предназначени за интересните и забавните истории от света, спортни новини, пиетет, както и Хумор - Сатира - Забава, в която е интересният коментар на Манчо в раздела „Манчин рабуш“, писан на царибродски диалект.